# Oberster Rat der Autonomen Republik Adscharien
Der Oberste Rat der Autonomen Republik Adscharien (georgisch აჭარის ავტონომიური რესპუბლიკის უმაღლესი საბჭო Ach’aris avt’onomiuri resp’ublik’is umaghlesi sabch’o) bildet das höchste legislative Organ in Adscharien, einer autonomen Republik Georgiens. Er hat seinen Sitz in Batumi, der Hauptstadt Adschariens.

## Funktionen
Adscharien ist eine von zwei autonomen Republiken (neben der nicht unter der Kontrolle der Zentralregierung stehenden Autonomen Republik Abchasien) in Georgien. Der Oberste Rat als deren legislatives Organ verfügt über Gesetze und die Verfassung in Adscharien. Darüber hinaus untersteht die Regierung Adschariens unter der Kontrolle des Obersten Rats, der ihr auch sein Misstrauen aussprechen kann. Der Oberste Rat kann Auszeichnungen und Ehrentitel im Namen Adschariens ausstellen.
Gemäß der neuen georgischen Verfassung wird der georgische Präsident ab 2024 von einem Elektorengremium bestehend aus 300 Mitgliedern gewählt. Diesem Gremium gehören unter anderem auch die Mitglieder des Obersten Rats von Adscharien an.

## Wahl
Der Oberste Rat wird für eine Amtsperiode von vier Jahren von den in der Autonomen Republik Adscharien registrierten georgischen Bürgern gewählt. Passiv wahlberechtigt ist jeder in Adscharien ansässige Georgier, der das 25. Lebensjahr vollendet hat und nicht zu einer Freiheitsstrafe rechtskräftig verurteilt wurde. Die Wahl zum Obersten Rat findet regulär am letzten Samstag im Oktober statt. Es herrscht ein Grabenwahlsystem: 18 Abgeordnete werden gemäß Verhältniswahl gewählt, wobei eine Sperrklausel von fünf Prozent gilt. Drei weitere Abgeordnete werden in Wahlkreisen gewählt, wobei eine Stichwahl der beiden erstplatzierten Kandidaten stattfindet, sollte niemand eine absolute Mehrheit der Stimmen im ersten Wahlgang erreichen.
Die letzten Wahlen zum Obersten Rat fanden parallel zu den georgischen Parlamentswahlen am 31. Oktober 2020 statt. Stichwahlen zu den Direktmandaten fanden am 21. November statt.

## Vorsitzende
Der Vorsitzende des Obersten Rats fungiert als Parlamentspräsident und wird von diesem mit absoluter Mehrheit gewählt. Die folgenden Politiker standen dem Obersten Rat bereits vor:
- Aslan Abaschidse (1991–2001)
- Antas Kikawa und Aleksandre Gobronidse (2001–2004)
- Giorgi Tsintskiladse (2004)
- Lewan Warschalomidse (2004)
- Micheil Macharadse (2004–2012)
- Awtandil Beridse (2012–2016)
- Dawit Gabaidse (seit 2016)